# Bażanowice
Bażanowice (prononciation : [baʐanɔvit͡sɛ]) est une localité polonaise de la gmina de Goleszów, située dans le powiat de Cieszyn en voïvodie de Silésie.